# 普拉门·奥雷沙尔斯基
普拉门·瓦西列夫·奥雷沙尔斯基（1960年2月21日—）保加利亚政治人物，2013年担任保加利亚总理。此前是谢尔盖·斯塔尼舍夫政府的财政部长。

## 早年
普拉门·奥雷沙尔斯基1960年2月21日生于杜普尼察，1985年毕业于索非亚的国家與世界经济大学(UNWE)。1993年担任保加利亚国库部门主任，处理财政部的债务问题。1995年至1997年他在保加利亚证券交易所管理委员会工作，从1997年到2000年进入保加利亚最大的银行UniCredit Bulbank董事会。 

## 政治生涯
1997年，伊万·科斯托夫出任总理，奥雷沙尔斯基在他的政府中担任财政部副部长，直到2001年大选。此后他在高级财政和经济研究所讲课。

### 财政部长
奥雷沙尔斯基在2005年的社会党领导的谢尔盖·斯塔尼舍夫政府中担任财政部长， 一直任到2009年。

### 总理
2009年奥雷沙尔斯基加入保加利亚社会党。2013年5月29日，保加利亚国民议会举行特别会议，以120票支持、97票反对的结果，选举社会党总理候选人普拉门·奥雷沙尔斯基为新一届政府总理。同时还通过了奥雷沙尔斯基提交的政府组成形式和新一届内阁成员名单。新政府将由16个部组成，主要的变化是将经济能源和旅游部改为经济和能源部，撤消欧洲基金部，增设投资规划部。
在2014年6月17日召开的保国家安全咨询委员会特别会议上，保加利亚总统、总理与议会各大政党达成共识，认为保加利亚需要一个平稳过渡期实现政治稳定，决定提前举行议会选举，并确定8月6日解散议会、组建看守政府。7月23日，奥雷沙尔斯基总理向保加利亚国民议会递交内阁总辞呈。次日议会以180票对8票通过了政府总辞。